# Otidiphaps nobilis insularis
Otidiphaps nobilis insularis is een bedreigde ondersoort van de fazantduif (O. nobilis), een vogel uit de familie Columbidae (duiven). Deze ondersoort werd in 1883 door Osbert Salvin en Frederick DuCane Godman geldig als aparte soort beschreven. Door BirdLife International wordt deze ondersoort als soort beschouwd. Het is een bedreigde, endemische duif van de D'Entrecasteaux-eilanden (Nieuw-Guinea).

## Kenmerken
De vogel is 42 tot 50 cm lang en weegt gemiddeld 500 gram. De kop, borst, buik, stuit en onderrug zijn zwart met een paarse glans. De mantel en vleugels zijn kastanjebruin. De staart is zwart. De zeer verwante ondersoorten fazantduif hebben een vlek achter op de nek, deze vlek ontbreekt bij deze ondersoort.

## Verspreiding en leefgebied
Deze (onder)soort komt voor op het eiland Fergusson (D'Entrecasteaux-eilanden, Nieuw-Guinea). Het leefgebied bestaat uit regenwoud in laagland tot op 1900 meter boven zeeniveau. De vogel foerageert daar op zaden en afgevallen vruchten.

## Status
Deze ondersoort van de fazantduif heeft een beperkt verspreidingsgebied en daardoor is de kans op uitsterven aanwezig. De grootte van de populatie werd in 2021 door BirdLife International geschat op 50 tot 249 volwassen individuen en de populatie-aantallen nemen af door habitatverlies. Het leefgebied wordt aangetast door kleinschalige  ontbossing ten behoeve van zelfvoorzieningslandbouw en in 2012 afgegeven concessies voor grootschalige houtkap.Om deze redenen staat deze soort als kritiek op de Rode Lijst van de IUCN.